# Село (видання)
«Село» — назва кількох українських видань початку ХХ століття.

## «Село» у Києві
«Село» — ілюстрований тижневик для селян і робітників, виходив у Києві 1909-11 за редакцією М. Грушевського.
«Село» формували Г. Ямпольська й І. Малич. Близькі співробітники — М. Гехтер (хроніка подій), згодом В. Дорошенко (хроніка, галицьке і євр. життя), Юрій Сірий-Тищенко (літературно-критичні замітки), П. Стебницький і М. Шаповал (політичні події).
«Село» (містило також статті з медицини, сільського господарства (А. Терниченко, В. Королів, О. Мицюк та ін.). У «Селі» друкувалися поезії О. Олеся, В. Самійленка, Г. Чупринки, Я. Щоголева, проза — В. Винниченка, О. Кобилянської, М. Левицького, Л. Мартовича, В. Стороженка, С. Черкасенка та ін. Переслідуване царською адміністрацією, «Село» (що мало наклад 4 500 — 5 000 примирників) було закрите. Продовженням «Села» був «Засів».
Щотижнева газета «Село» друкувалася в Першій Київській Артілі друкарської справи. Засновано у вересні 1909. Перший номер 3 вересня 1909 року. Першим редактором і видавцем був Михайло Грушевський. Наступними редакторами були подруга М. Грушевського Ганна Ямпольська, яка залишалася на цій посаді до квітня 1910 року (саме тоді її заарештували за те, що вона видавала таку газету). Після цього, з 27 номера, редактором стає І. Малич. Це була перша суспільно-політична газета для села українською мовою, завданням якої було дати українському селянину видання, яке було б доступне для нього за ціною і за мовою викладу. У першому номері (за 3 вересня 1909 р.) у статті «До наших читачів», автор Грушевський, сказано: «Назріла потреба видавати газету для українського селянства, вживаючи зрозумілу йому мову, подаючи на сторінках газети ті відомості, які могли б з бути корисними для селян». Після арешту Ямпольської програма видання дещо оновилася: статті про сучасне життя в Росії і закордоном; статті з історії, літератури та природних наук; статті та поради із сільського господарства; хроніка, кореспонденція та листування редакції.
Тираж видання — 4500-5000 примірників. Кількість передплатників — 2000.
Передплата на рік — 1 руб. 60 коп., на півроку — 1 руб., на три міс. — 60 коп. За 1 номер — 5 коп. з 1910 року ціна підвищилася: на рік — 2 руб., на півроку — 1 руб. 10 коп., на три міс. — 60 коп. Газета виходила у четвер на восьми сторінках, раз на місяць її обсяг збільшували до 16 сторінок.
Для передплатників також видавали додаток Народний календар «Село»
Газета мала 8 відділів: публіцистика; поезія і проза; популярні статті; робітничий відділ; агрономія; кооперація; вісті з столиці.
Оглядалися події галицького і світового життя, вміщували літературні нотатки, а також біографії відомих діячів, писали про найвизначніші державні події, і звичайно, сільськогосподарські новини.
Не раз редакція зверталася за допомогою до читачів, оскільки їй висували великі цензурні штрафи, саме через брак коштів та через подальше переслідування царською адміністрацією, «Село» було закрите, однак його продовженням став «Засів».
Останній номер був 25 лютого 1911 року.

## «Село» у Кам'янці-Подільському
«Село» — двотижневик, видання Подільської Губернської Управи у Кам'янці-Подільському, що друкувався 1917-1919. Редактор - М. Бутовський.

## «Село» у Мукачеві
«Село» — двотижневик у Мукачеві, що видавався 1920-24. Редактори - І. Павлик, П. Сидор.